# Napavine
Napavine és una població dels Estats Units a l'estat de Washington. Segons el cens del 2000 tenia 1.361 habitants.

## Demografia
Segons el cens del 2000, Napavine tenia 1.361 habitants, 444 habitatges, i 349 famílies. La densitat de població era de 656,9 habitants per km².
Dels 444 habitatges en un 47,7% hi vivien nens de menys de 18 anys, en un 57,2% hi vivien parelles casades, en un 16,2% dones solteres, i en un 21,2% no eren unitats familiars. En el 16,4% dels habitatges hi vivien persones soles el 6,1% de les quals corresponia a persones de 65 anys o més que vivien soles. El nombre mitjà de persones vivint en cada habitatge era de 3,05 i el nombre mitjà de persones que vivien en cada família era de 3,45.
Per edats la població es repartia de la següent manera: un 37% tenia menys de 18 anys, un 7% entre 18 i 24, un 30,3% entre 25 i 44, un 17% de 45 a 60 i un 8,7% 65 anys o més.
L'edat mediana era de 29 anys. Per cada 100 dones de 18 o més anys hi havia 91,7 homes.
La renda mediana per habitatge era de 40.966 $ i la renda mediana per família de 41.250 $. Els homes tenien una renda mediana de 38.750 $ mentre que les dones 26.103 $. La renda per capita de la població era de 16.275 $. Aproximadament el 12,7% de les famílies i el 13% de la població estaven per davall del llindar de pobresa.

## Poblacions més properes
El següent diagrama mostra les poblacions més properes.